# Plai (okręg Mehedinți)
Plai – wieś w Rumunii, w okręgu Mehedinți, w gminie Breznița-Motru. W 2011 roku liczyła 73 mieszkańców.